# Нэттэн
Нэттэн — скалистый мыс на северном побережье Чукотки. Омывается Чукотским морем. 
Относится к территории Чукотского района Чукотского автономного округа.
Название в переводе с эским. Натуӄ — «цветущий», по-чукотски Нэтъэн.
На мысе находится полярная станция, маяк, а также покинутое эскимосское становище.

## Топографические карты
- Лист карты Q-2-VII,VIII. Масштаб: 1 : 200 000. Состояние местности на 1971 год. Издание 1987 г.